# Чаплинська телещогла
Чаплинська телещогла — телекомунікаційна щогла заввишки 133 м, споруджена у 1970 році в селищі Чаплинка Херсонської області.

## Характеристика
Висота вежі становить 133 м. Висота над рівнем моря — 34 м.
У кінці 2018 — початку 2019 рр. щоглу наростили до висоти 133 м. До реконструкції висота верхнього майданчику — 92 м, власна висота — 100 м, антена FM — 110 м.